# Repräsentantenhaus von Iowa
Das Repräsentantenhaus von Iowa (Iowa House of Representatives) ist das Unterhaus der Iowa General Assembly, der Legislative des US-Bundesstaates Iowa.
Die Parlamentskammer setzt sich aus 100 Abgeordneten zusammen, die jeweils einen Wahldistrikt repräsentieren. Jede dieser festgelegten Einheiten umfasst eine Zahl von durchschnittlich 30.464 Einwohnern. Die Abgeordneten werden jeweils für zweijährige Amtszeiten gewählt; eine Beschränkung der Amtszeiten existiert nicht.
Der Sitzungssaal des Repräsentantenhauses befindet sich gemeinsam mit dem Staatssenat im Iowa State Capitol in der Hauptstadt Des Moines.

## Struktur der Kammer
Vorsitzender des Repräsentantenhauses ist der Speaker of the House. Er wird zunächst von der Mehrheitsfraktion der Kammer gewählt, ehe die Bestätigung durch das gesamte Parlament folgt. Der Speaker ist auch für den Ablauf der Gesetzgebung verantwortlich und überwacht die Abstellungen in die verschiedenen Ausschüsse. Speaker ist seit Januar 2020 der Republikaner Pat Grassley.
Weitere wichtige Amtsinhaber sind der Mehrheitsführer (Majority leader) und der Oppositionsführer (Minority leader), die von den jeweiligen Fraktionen gewählt werden. Majority leader der Republikaner ist Matt Windschitl, Minority leader der Demokraten ist Jennifer Konfrst.

## Zusammensetzung nach der Wahl im Jahr 2022
| Partei | Partei                 | Abgeordnete |
| ------ | ---------------------- | ----------- |
|        | Republikanische Partei | 64          |
|        | Demokratische Partei   | 36          |
| Summe  | Summe                  | 100         |